# Lijst van beelden in Edam-Volendam
Dit is een (onvolledige) chronologische lijst van beelden in Edam-Volendam. Onder een beeld wordt hier verstaan elk driedimensionaal kunstwerk in de openbare ruimte van de Nederlandse gemeente Edam-Volendam, waarbij beeld wordt gebruikt als verzamelbegrip voor sculpturen, standbeelden, installaties, gedenktekens en overige beeldhouwwerken.
Voor een volledig overzicht van de beschikbare afbeeldingen zie: Beelden in Edam-Volendam op Wikimedia Commons.
| Geplaatst | Omschrijving                           | Kunstenaar                                  | Straat                                         | Plaats     | Materiaal             | Afbeelding |
| --------- | -------------------------------------- | ------------------------------------------- | ---------------------------------------------- | ---------- | --------------------- | ---------- |
| ca 1820   | Vier jaargetijden                      |                                             | Gemeenschapshuis, Schepenmakersdijk            | Edam       |                       |            |
| 1888      | Praalgraf van dhr. Pont en mvr. Bommel | Frank Edwin Elwell George Thomas Brewster   | Mathijs Tinxgracht / Grote Kerkstraat          | Edam       | brons                 |            |
| 1925      | Heilig Hartreliëf                      | Kees Smout                                  | Voorhaven 158                                  | Edam       | Natuursteen           |            |
| 1925      | Non plus kinderen en ouder stel        | Kees Smout                                  | Voorhaven 158                                  | Edam       | Natuursteen           |            |
| 1947      | Verzetsmonument                        | Jacob Slager en Klaas Brouwer               | Raadhuisstraat                                 | Oosthuizen | Baksteen              |            |
| 1949      | Egbert Snijder monument                | Jaap Kaas                                   | Egbert Snijderplein                            | Edam       | brons                 |            |
| 1950      | Mariabeeld                             | onbekend                                    | Pellersplein                                   | Volendam   | beton                 |            |
| 1967      | De tochtgenoten                        | Hubert van Lith                             | Oorgat                                         | Edam       | brons                 |            |
| 1975      | Zuidwester (reliëf)                    | Piet Schoenmakers                           | Willem Tholenstraat 23 (school)                | Volendam   |                       |            |
| 1996      | Gedenkteken                            |                                             | sluiskolk                                      | Edam       | metaal en ijzer       |            |
| 1998      | De Bap                                 | Jans van Baarsen                            | Haven                                          | Volendam   | brons                 |            |
| 1999      | Klaassie en Klaassie                   | Jans van Baarsen                            | Havenstraat                                    | Volendam   | brons                 |            |
| 2000      | 't Ootje                               | Jans van Baarsen                            | Haven                                          | Volendam   | brons                 |            |
| 2002      | Water (monument cafébrand)             | Jans van Baarsen (ontwerp)                  | Haven                                          | Volendam   | keramiek              |            |
| 2007      | De Visserman                           | Rob Cerneüs                                 | Pieterman (Marinahaven)                        | Volendam   | brons                 |            |
| 2007      | Jan Nieuwenhuyzen                      | Hans Luchies                                | Jan Nieuwenhuyzenplein                         | Edam       | brons                 |            |
| 2007      | De Schepping                           | Jans van Baarsen Dirk Best Doris Pappenheim | Zuiderportaal van Grote Kerk, Grote Kerkstraat | Edam       | brons, Carrara marmer |            |
| 2009      | De Visserman                           | Jans van Baarsen                            | Haven                                          | Volendam   | brons                 |            |
| 2010      | Stier                                  | Jacob Corneüs                               | Warder 128                                     | Warder     | Brons                 |            |
| 2010      | Leren is een weg tot vrijheid..        | Rob Cerneüs jr.                             | Mathijs Tinxgracht / Grote Kerkstraat          | Edam       | brons                 |            |
| ?         | Mariabeeld                             | onbekend                                    | Haven                                          | Volendam   |                       |            |
| ?         | Monument voor Cafebrandslachtoffers    | ?                                           | Kerkepad 1 (Begraafplaats)                     | Volendam   | Graniet               |            |
| ?         | Christusbeeld                          | ?                                           | Kerkepad 1 (Begraafplaats)                     | Volendam   | Brons                 |            |
| ?         | Non met kinderen                       | ?                                           | Kerkepad 1 (Begraafplaats)                     | Volendam   | Brons                 |            |
| ?         | Piëta                                  | ?                                           | Kerkepad 1 (Begraafplaats)                     | Volendam   | Steen                 |            |
| ?         | Maria                                  | ?                                           | Kerkepad 1 (Begraafplaats)                     | Volendam   | Brons                 |            |
| ?         | Sint Vincentius à Paolo                | ?                                           | Kerkepad 1 (Begraafplaats)                     | Volendam   | Steen                 |            |
| ?         | Mariabeeld                             | onbekend                                    | Julianaweg 72                                  | Volendam   |                       |            |
| ?         | ?                                      | ?                                           | Dijkgraaf Poschlaan                            | Edam       | Brons                 |            |
| Onbekend  | Weel monument                          | Onbekend                                    | Schardam                                       | Schardam   | Keien                 |            |
| Onbekend  | Volendammer man                        | Onbekend                                    | Burgemeester van Baarstraat                    | Volendam   | Brons                 |            |
| Onbekend  | Trots van Edam                         | Jans van Baarsen                            | Jan Nieuwenhuizenplein                         | Edam       | Brons                 |            |